# Храм Иоанна Предтечи (Весьегонск)
Церковь Иоанна Предтечи — приходской храм Бежецкой епархии Русской православной церкви, расположенный в городе Весьегонске Тверской области. Находится в северной части города, по адресу ул. Александровская, 7.

## История
В 1869 году на новом кладбище города была построена небольшая деревянная, квадратная в плане часовня. В 1873 году было разрешено обратить часовню в храм во имя Иоанна Предтечи. В 1903 году к срубу бывшей часовни были пристроены апсида, трапезная и притвор с двухъярусной колокольней, немного позже у колокольни был сооружён третий ярус.
В 1910 году храм и апсиду обшили тёсом. В 1930-х годах советские власти закрыли храм, в 1943 году богослужения в церкви возобновились.
В 1950-х годах тёсом обшили трапезную и притвор, в это же время была перестроена колокольня, третий ярус разобран; с западного фасада возведено закрытое крыльцо. В 1980-х годах разобрали апсиду и на её месте построили новую, равную храму по ширине. Притвор был увеличен почти в два раза посредством расширения его к западу, было сделано новое западное крыльцо.

## Архитектура
Первое здание было построено в 1869 году, потом оно неоднократно перестраивалось.
В современный период здание церкви представляет собой вытянутый прямоугольный объём с кирпичным цоколем под общей крышей, объединяющий апсиду, храм, трапезную и притвор, равные по ширине. С севера и запада к основному объёму примыкают закрытые крыльца. Храмовая часть отделена только незначительно расширяющимся кверху барабаном с главой.
Небольшая колокольня в два яруса покрыта четырёхскатной пологой крышей и увенчана вытянутой главкой на маленьком барабане. Стены храма обшиты досками, выкрашены в кремовый цвет масляной краской.